# Quartier Gare - Kléber
Le quartier Gare - Kléber, appelé parfois Centre - Gare, est l'un des dix quartiers administratifs de la ville de Strasbourg, en France.
En 2013 la ville a décidé d'affiner le découpage par quartiers en créant 15 quartiers « fonctionnels ». Dans ce nouveau découpage, le quartier Centre - Gare est intégré dans les ensembles Centre-ville et Gare - Tribunal.

## Localisation
Le quartier se trouve au centre de l'agglomération et constitue une fraction du canton de Strasbourg-2.
Il se compose de plusieurs entités : la partie Ouest de la Grande Île dont la Petite France, le quartier Gare, celui des Halles, le Finkwiller  ainsi que l'Hôpital civil.
Ses limites sont les suivantes : l'autoroute A35 et le fossé du rempart à l'ouest et au nord, les places des Halles, Kléber et Gutenberg ainsi que la rue de la Porte de l'Hôpital à l'est, le canal du Rhône au Rhin au sud.

## Démographie
Avec 2,38 ha, le quartier représente 3 % du territoire communal. Au recensement de 1999, il comptait 21 311 habitants, soit environ 8 % de la population municipale.